# Iglesia del monte Bokor
La iglesia del monte Bokor (en jemer, ព្រះវិហារភ្នំបូកគោ) es la segunda iglesia católica en pie más antigua del reino de Camboya en lo alto de la estación de la colina de Bokor. Construida en la década de 1920, es uno de los pocos templos en el país que sobrevivió a la destrucción sistemática de iglesias y pagodas bajo el terror de los Jemeres Rojos. Actualmente en ruinas, se está desarrollando un proyecto de restauración.

## Historia
Los trabajos de construcción de la iglesia comenzaron en 1919. El padre Bernard, un misionero católico en Camboya, fue quien solicitó que se levantara un templo. Contó con el apoyo financiero del padre Nicolas Couvreur, antiguo procurador de la Sociedad de Misiones Extranjeras de París. Los obras estuvieron dirigidas por el cartógrafo francés Noël Salvarelli, encargado por las autoridades locales de construir el camino de acceso a la nueva estación del monte Bokor, donde su hijo fue bautizado una vez finalizada la iglesia.

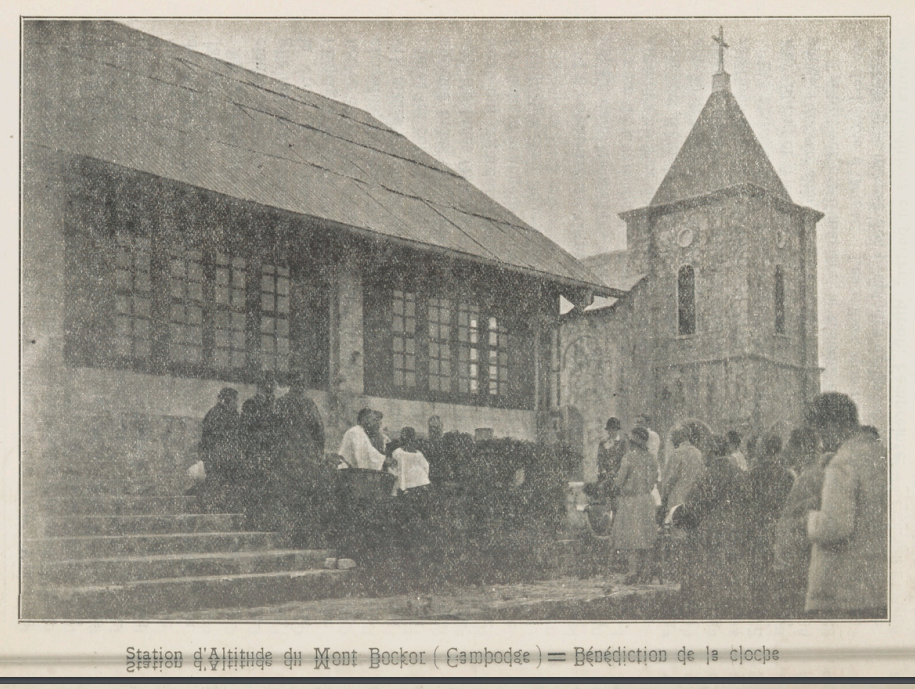
Consagración de la campana de la iglesia de Bokor en 1928.

En marzo de 1928 terminó su construcción, después de casi diez años, debido a la lejanía y las dificultades logísticas propias del lugar. El vicario apostólico Jean-Claude Bouchut celebró la bendición de la iglesia con otros siete sacerdotes en presencia de la esposa del administrador del protectorado de Camboya, Aristide Eugène Le Fol, así como muchos cristianos de Nom Pen y Kampot. La campana se consagró más tarde ese mismo día.

### Tras su abandono
Después de que la estación de Bokor fuera abandonada, la iglesia también cayó en ruinas. El interior del templo estaba seccionado y poblado de cajas, restos de los baños y la cocina, que sugieren cuarteles improvisados construidos en el último bastión de los Jemeres Rojos. El lugar de culto fue atacado por vietnamitas en la década de 1980. Cuando un batallón francés de la Autoridad Provisional de las Naciones Unidas en Camboya se hizo cargo de Bokor en 1993 y estableció su cuartel general en el antiguo Bokor Palace Hotel, los Jemeres Rojos finalmente abandonaron la iglesia que habían ocupado cerca desde la década de 1970.

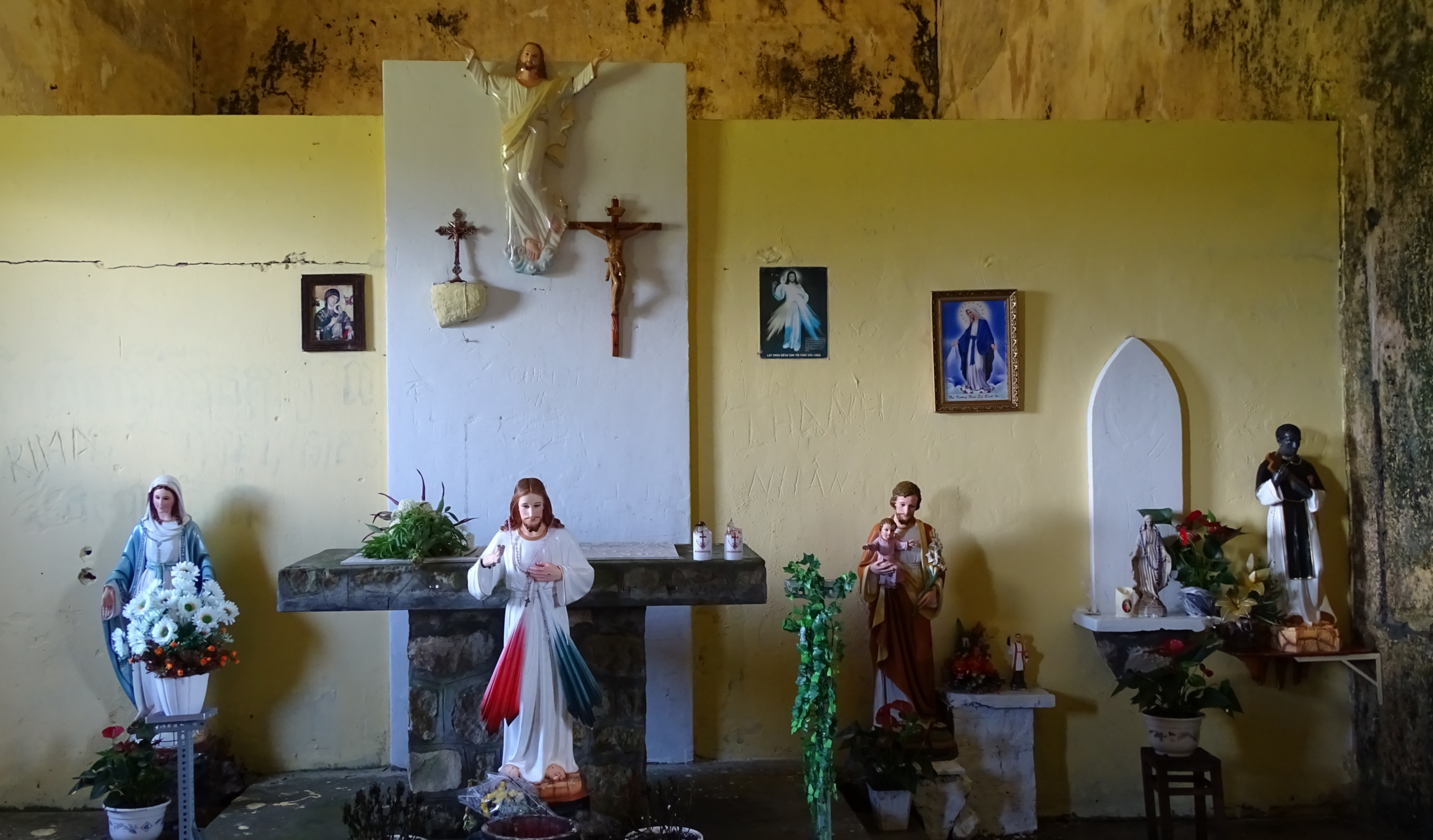
El estado del altar en 2019

Desde la caída del régimen comunista y el restablecimiento de la monarquía en el país, el templo de Bokor ha sido uno de los pocos edificios que el Gobierno Real de Camboya ha permitido a la Iglesia Católica utilizar para oficios religiosos. Posee este permiso junto con la iglesia de San José en Nom Pen, la iglesia de San Miguel en Sihanoukville y el terreno que rodea la antigua catedral de Battambang.
En la víspera de Navidad de 2017, el gobierno de la nación invitó al vicario apostólico de Camboya, el obispo Olivier Schmitthaeusler, así como a otros representantes religiosos a devolver oficialmente la propiedad del edificio y el terreno circundante a la Iglesia católica, reconociendo el «uso vergonzoso» del lugar durante su ocupación por los Jemeres Rojos. Esta restitución se hizo para que el Vicariato Apostólico de Phnom Penh pudiera restaurar la iglesia, proyecto para el cual se lanzó oficialmente la recaudación de fondos en mayo de 2021.

## Arquitectura

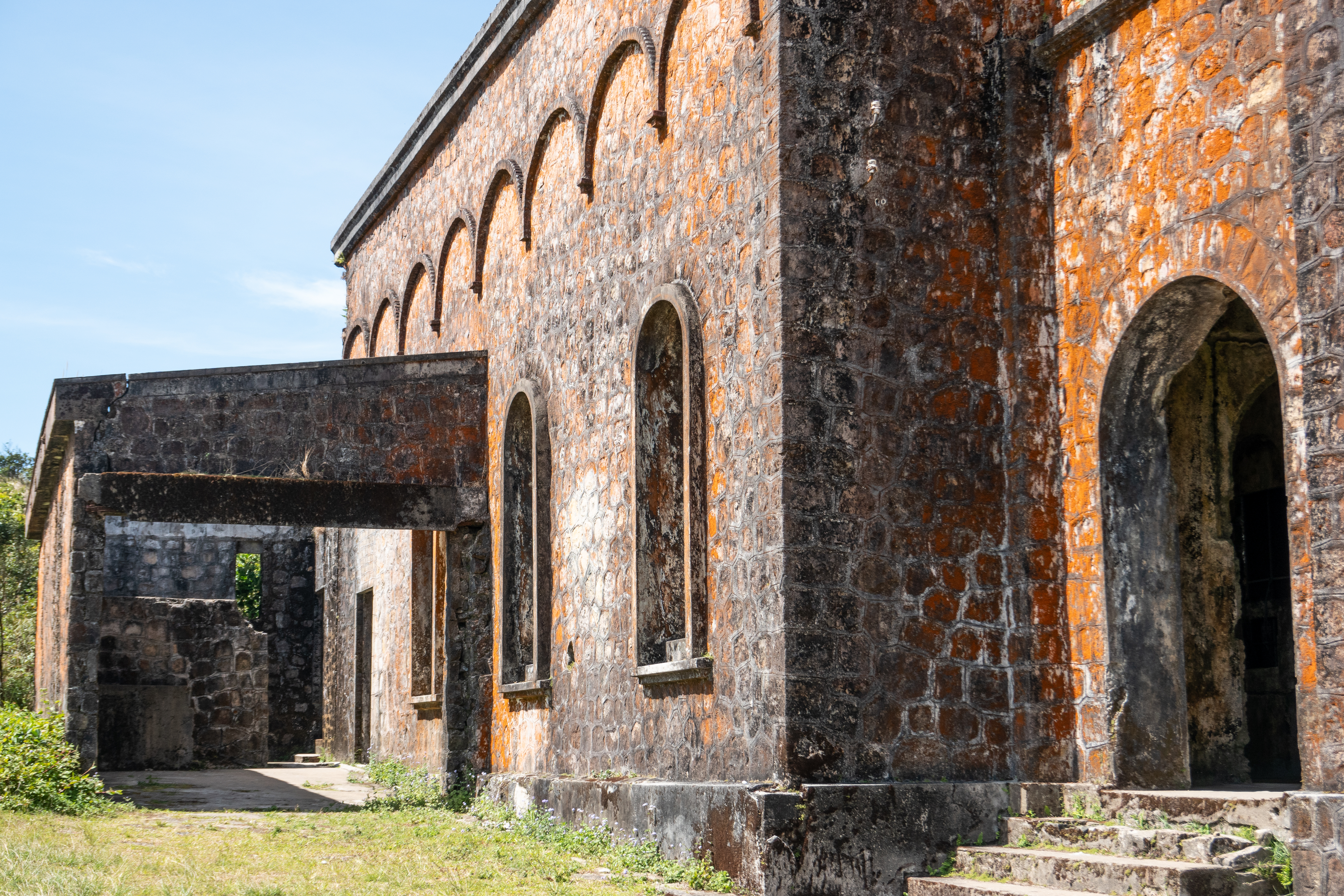
Detalle del lateral del edificio.

La iglesia, orientada según una planta tradicional, está construida con piedras extraídas de las laderas de la montaña y rematada por una espadaña ancha con una cruz de remate hecha para resistir huracanes. El edificio es un ejemplo de arquitectura colonial francesa, y presenta una mezcla de estilos románico y gótico. El exterior posee tallas de piedra intrincadas y el interior está ornamentado con vidrieras y columnas de mármol.